# Histoire du féminisme lesbien en Suisse
La Suisse est l’un des pays Européens ayant une reconnaissance légale aussi avancée envers les membres de la communauté 2ELGBTQIA+, plus connu sous le nom de communauté LGBT, qui désigne les personnes lesbiennes, gays, bisexuelles et/ou transgenres.
Les actes homosexuels qui sont commis entre des adultes consentant du même sexe sont dépénalisés grâce au Code pénal suisse de 1942. Il faut souligner que l’âge légal de consentement pour les homosexuels est de 20 ans, alors qu’il est question de 16 ans pour les hétérosexuels.
La lutte pour les droits LGBT en Suisse est étroitement liée au féminisme. Bon nombre de féministes, et surtout des féministes lesbiennes, ont participé à de nombreux mouvements afin de faire avancer les droits et les libertés de tous.

## La double-oppression
Au courant de l’histoire, les femmes sont constamment oppressées, et ce, de plusieurs manières. Les groupes féministes, qui sont souvent majoritairement composés de femmes, font cependant ressortir le concept de la « double oppression ». Généralement, le phénomène de double-oppression est basé sur des causes telles que le genre, la race, l’orientation sexuelle ou encore la classe de la personne, ou du groupe de personnes. Quand il est question de féminisme, qu’il soit Suisse ou non, ce terme est notamment utilisé pour parler des femmes qui sont continuellement mal représentées, ignorées ou moins analysées lorsque ce sujet est abordé. Ce sont surtout les femmes non blanches ou lesbiennes qui entrent dans cette catégorie ; celles qui, d’une certaine manière, ont un double désavantage dans la société.

## Le féminisme et le lesbianisme en Suisse
Le féminisme suisse fait notamment ressortir les femmes lesbiennes. En effet, le féminisme lesbien est représenté de quelques manières pendant les derniers siècles. Les notions de « féminisme » et de « lesbianisme » sont normalement séparées. En eux-mêmes, ces deux termes représentent de fortes pensées et sont tous deux des acteurs importants ayant un but commun ; l’émancipation des femmes. Ces deux aspects partagent généralement les mêmes causes et ambitions, tels l’accès à l’avortement et l’égalité des sexes.
La question de féminisme était déjà présente depuis plusieurs années en Suisse. C’est cependant dans les années 1970 que l’on peut voir l’unification de ces courants au sein du pays. On peut dès lors commencer à entendre parler des revendications des militantes lesbiennes. Elles font tout de même partie du même groupe, et durant cette période, il n’y a pas de réelle séparation entre les militantes hétérosexuelles et celles qui sont homosexuelles. C’est au courant des années 1970 que les féministes lesbiennes mettent de l’avant les critiques envers la société qu’elles qualifient de « mâle », et qu’il y a une remise en question des vertus dites féminines et masculines De la nait une sorte de critique radicale de l’hétérosexualité ; certaines considèrent l’hétérosexualité comme étant un système d’oppression des femmes. Les rôles imposés par la société sur les femmes représentent toujours une limitation dans leur liberté, même dans les années 1970. De ce courant de penser nait une riposte de la part de certains antiféministes ; ils partagent l’idée que les lesbiennes sont anti-hommes. C’est lors du partage de ce courant de penser que les lesbiennes féministes se rallient derrière les idées de Monique Wittig, une féministe lesbienne française. Auteure à l’origine des textes « On ne naît pas femme » (en 1980) et « La pensée straight » (en 1992), elle présente l’hétérosexualité comme étant un instrument de contrôle sur la femme ; elle la désigne même comme étant un système politique qui est dominant et oppressif. De ce fait, la « femme » est un produit créé par la domination hétérosexuelle. C’est en se basant sur cette pensée qu’elle avance l’idée que les lesbiennes ne sont pas de femmes, car elles n’ont pas de relations sociales avec un homme. C’est cette pensée qui se répand au sein de nombreuses féministes lesbiennes, en Suisse, mais aussi en France et ailleurs en Europe.

## Regroupements féministes lesbiens Suisse
Le féminisme lesbien suisse se développent principalement vers les années 1970. En effet, avant cette période, il y avait des articles parlant de féminisme ou de revendications féministes, mais peu de documentation ou de présence lesbienne publique.

### Liens avec le mouvement de libération des femmes
C’est surtout au début des années 1960 que le mouvement de libération des femmes (MLF), qui réunit féministes et lesbiennes, prend de l’essor à Genève. Parmi les militantes se trouvent de nombreuses lesbiennes. Si nombreuses qu’en 1972 elles forment un groupe juste à elles, mais continuent tout de même de militer avec les hétérosexuelles.
C’est vers 1976 que les féministes (lesbiennes ou non) du MLF commencent à réellement faire entendre leur voix. Elles réclament un bureau ou elles peuvent tenir leurs réunions, et puisqu’elles ne l’obtiennent pas, elles s’emparent d’un bistro abandonné dans le quartier des Grottes. Bien que ce bistro soit détruit seulement trois mois après leur installation, les femmes du MLF ne s’arrêtent pas là. C’est en février 1977 qu’elles reçoivent enfin un lieu de réunion, mais rapidement, seules les lesbiennes occupent le local, qui devient rapidement le Centre  femmes.

### Vanille-Fraise
C’est en 1979 que l’on peut observer une sorte de séparation de la part des féministes lesbiennes suisse et du MLF. En effet, cette année-là, les féministes lesbiennes se sont inspirées du modèle de MLF français et ont décidé de créer un des groupes de féministes lesbiennes suisses le plus connues ; le Vanille-Fraise. Elles souhaitent un groupe qui était à leur image et où elles pouvaient présenter leurs revendications sans être enterrées par la domination de l’hétérosexualité du MLF. Composé de lesbiennes politiques, le Vanille-Fraise est un collectif à l’origine d’une multitude d’activités militantes, politiques et festives. Il y a notamment la « Goudou-Manif » qui est organisée par ce groupe en 1982. Cette manifestation est la première de Suisse à être composée uniquement de lesbiennes, elle est donc non-mixte. C’est une première puisque l’homosexualité est toujours taboue à cette époque, et de nombreuses femmes se promènent en cachant certaines parties de leur visage. Lors de cette manifestation publique, plus d’une centaine de femmes se rassemblent et marchent au son de la musique. De nombreux slogans, parfois ironiques, parfois provocateurs, sont présents sur les banderoles. Le groupe Vanille-Fraise partagent des critiques de l’hétérosexualité en partageant ses points négatifs et les différentes façons qu’elle pourrait nuire à la santé (Lettre de Vanille-Fraise).

### La revueClit007
CLIT007 est une revue publiée par le collectif Vanille-Fraise, et ce, de 1981 à 1986. En tout, 21 numéros de cette revue sont sortis. Il s’agit d’un périodique lesbien et féministe qui est publié aux trois mois. Pour l’écrire, une douzaine d’entre elles se réunissaient pendant une fin de semaine pour rédiger ensemble le prochain document. Les articles n’étaient pas signés puisque les auteures ne croyaient pas en la propriété privée. Le journal CLIT 007 a été publié jusqu’en 1984, mais il a été remplacé jusqu’en 1986 par le CLIT international, traduit en trois langues, l’espagnole, l’anglais et le français, pour le rendre plus accessible. Les activités militantes de Vanille-Fraise ont été conservées grâce à la numérisation du périodique.
(disponible ici).